# François-Xavier Dumortier
Pour les articles homonymes, voir Dumortier.
François-Xavier Dumortier, sj, né le 4 novembre 1948  à Levroux, est un prêtre catholique français qui est recteur de l'Université pontificale grégorienne de Rome du 1er septembre 2010 au 1er septembre 2016.

## Biographie
François-Xavier Dumortier est né le 4 novembre 1948 à Levroux (Indre). Sa famille est originaire du Nord de la France, son père étant de Comines et sa mère d'Hazebrouck, en Flandre française. En 1967, il entame ses études supérieures à Paris, en entrant à l'Institut d'études politiques et en commençant également des études de droit. Il prend alors un emploi dans une banque parisienne, finit ses études de droit, commence un DEA de gestion financière, puis s'engage dans différents mouvements politiques, mais s'en retrouve très vite déçu.
Il entre dans la Compagnie de Jésus en faisant son noviciat de 1973 à 1975 et son 1er cycle d'études sacrées au Centre Sèvres de 1975 à 1979. Puis il entame son second cycle d'études sacrées, tantôt en France, tantôt à la Weston School of Theology de Cambridge (Massachusetts), et achève enfin un DEA de philosophie du droit à l'université Panthéon-Assas. Il est ordonné prêtre en 1982, ce qui ne l'empêche pas d'avoir d'autres activités, étudiant par exemple l'œuvre d'Hannah Arendt. En 1990, il prononce ses derniers vœux.
François-Xavier Dumortier est par la suite professeur de philosophie pendant près de vingt ans au Centre Sèvres, et il en est le recteur de 1997 à 2003. Il devient ensuite supérieur de la province française de la Compagnie de Jésus.

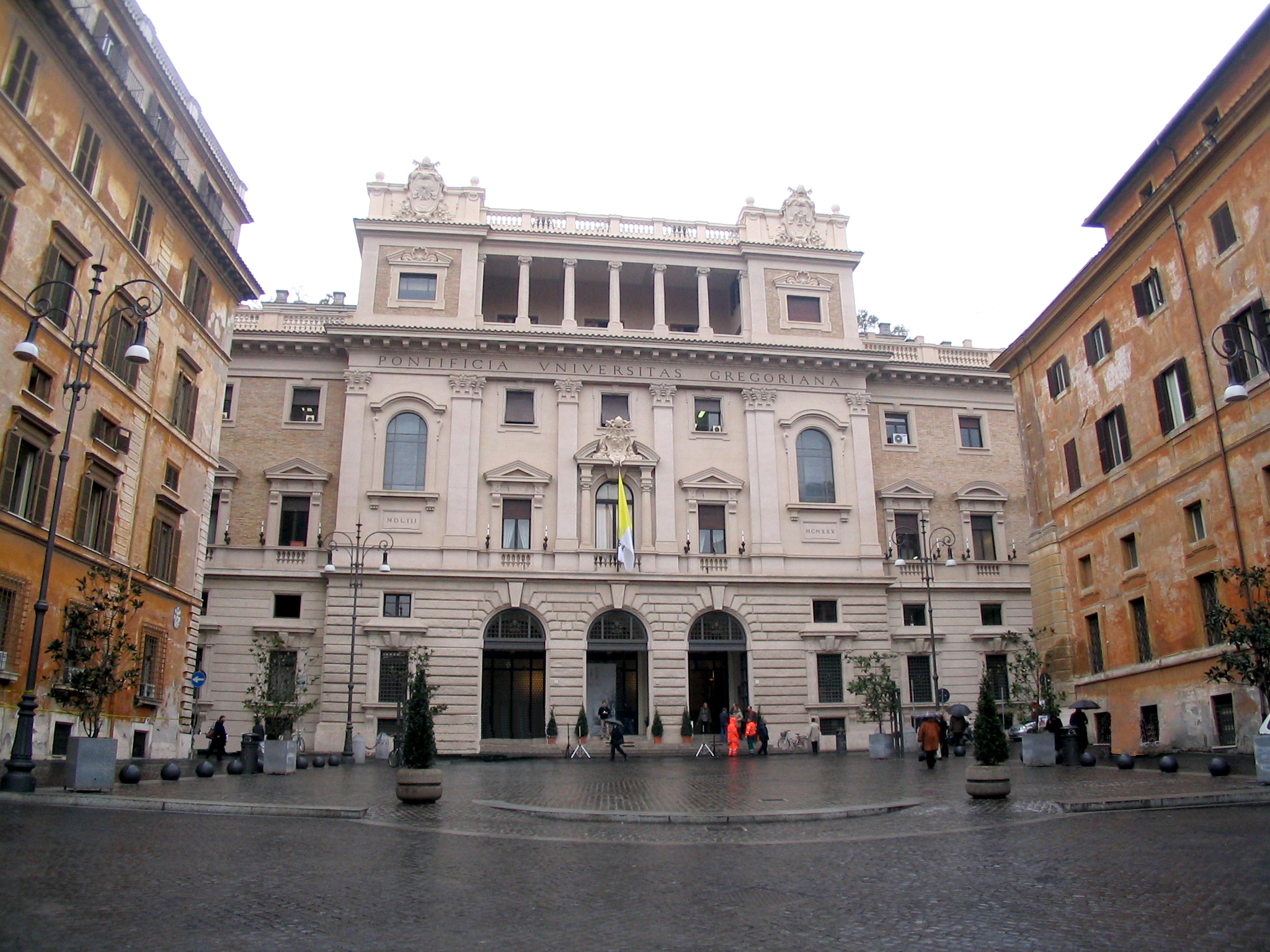
Façade de l'Université grégorienne.

En 2010, le pape Benoît XVI le nomme recteur de l'Université pontificale grégorienne, où il succède à l'Italien Gianfranco Ghirlanda. Le pape François le reconduit à ce poste le 29 juin 2013. Le R.P. Nuno da Silva Gonçalves sj lui succède le 1er septembre 2016.
François-Xavier Dumortier est chevalier de la Légion d'honneur depuis le 1er janvier 2014.

## Publications
- Luigi Taparelli d'Azeglio: aux origines du néo-thomisme, un théoricien catholique du droit naturel, université Panthéon-Assas, 1980
- Olivier de Dinechin, Marcel Domergue, François-Xavier Dumortier, Luc Pareydt, Liberté, loi, morale, Assas éd., 1992
- François-Xavier Dumortier, Adil Jazouli, Claude Journès, [et al.], Insécurité, question de confiance : le lien social attaqué, insécurités urbaines, quels agents, quel argent ?, Assas, 1994
- Georges Chavanes, Jean Dubois, François-Xavier Dumortier, [et al.], Le Travail à contre-emploi, Assas éd, 1996

## Distinctions
- Chevalier de la Légion d'honneur (2014)